# Zamarada xyele
Zamarada xyele är en fjärilsart som beskrevs av Fletcher 1974. Zamarada xyele ingår i släktet Zamarada och familjen mätare. Inga underarter finns listade i Catalogue of Life.